# ネパール人民解放軍
ネパール人民解放軍（ネパールじんみんかいほうぐん、ネパール語:जनमुक्ति सेना, नेपाल）は、ネパール共産党毛沢東主義派（マオイスト）の軍事組織。ネパール政府に対して反乱を起こしていた。2012年11月25日にネパール国軍に統合された。

## 概要

### 2006年の包括的和平協定前

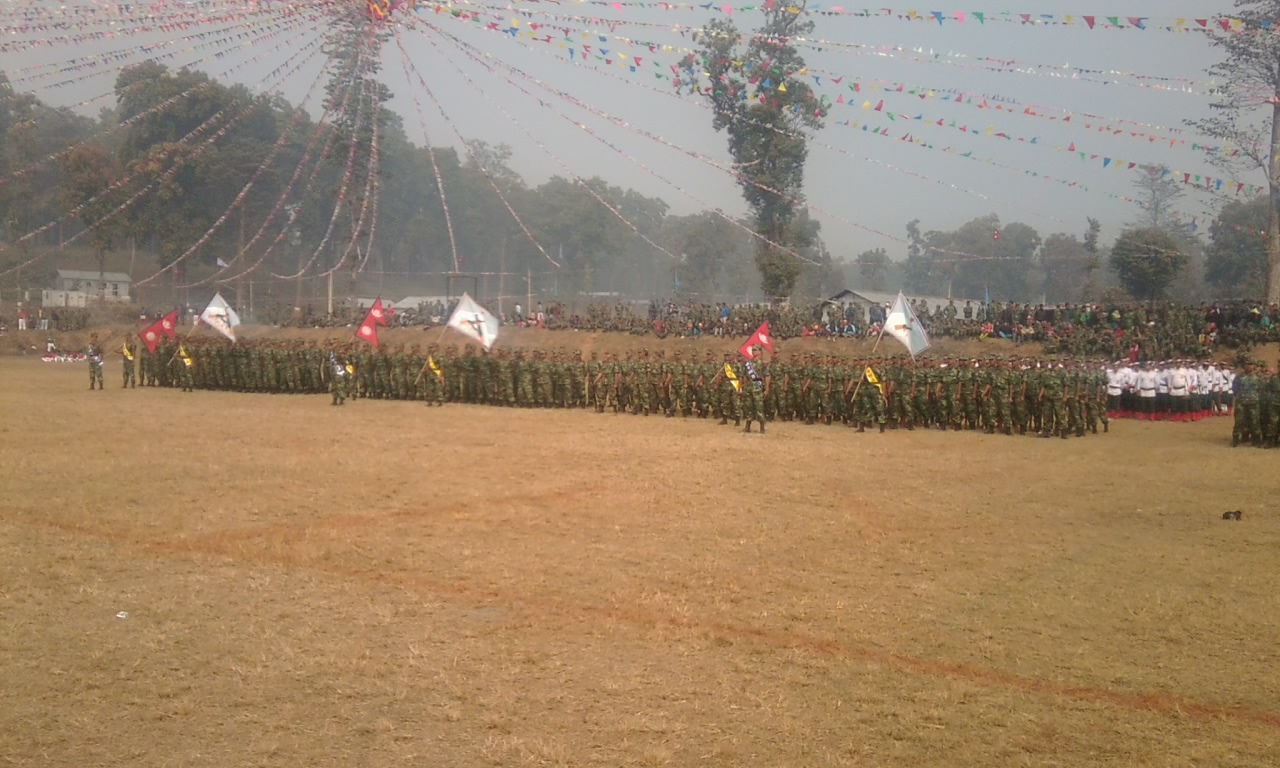
閲兵式における人民解放軍（2011年1月22日、チトワン郡）

1996年、ゴルカ、ロルパ、ルクム、シンドゥリの4郡で武装蜂起し、ネパール国軍や武装警察と10年間にわたる「人民戦争」（ネパール内戦）を戦った。農村部を中心に国土のかなりの部分（一説に8割）を実効支配し、支配地域に「人民政府」を組織した。外国からの援助はなく、武器や資金は警察や政府軍、銀行を襲うなどして調達した。約2万人の兵力があるといわれていたが、2009年5月5日に暴露されたビデオの中で、マオイストのプラチャンダ議長は「実際は7000人から8000人だ」と話している。

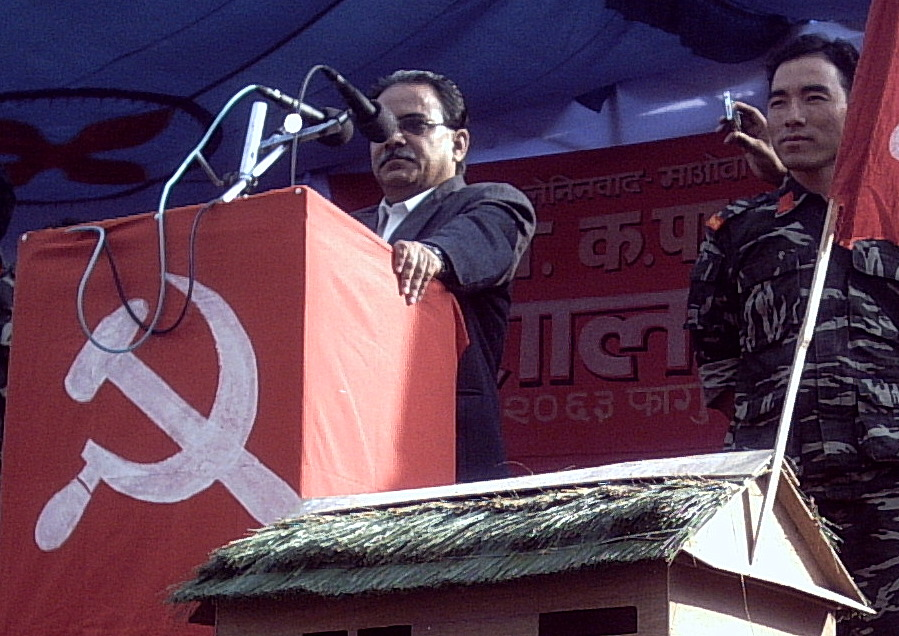
軍大会にて演説するプラチャンダ（2007年3月20日）

2001年8月、正式に軍隊として発足。プラチャンダ最高司令官の下で4人の副司令官プラバカール（ジャナルダン・シャルマ）、バルデブ（チャンドラ・プラカシュ・カナル）、パサン（ナンダ・キショール・プン）、アナンタ（バルサ・マン・プン）らが実戦を指揮した（プラチャンダ自身は戦闘期間中の多くをインドで過ごし、衛星電話で前線を指揮していた）。実戦を積み重ねる中で、「師団（Division、3000-4000人）」「旅団（Brigade、1000-1500人）」「大隊（Battalion、300-500人）」「小隊（Platoon）」「分隊（Squad）」といった組織が次第に整備された（下の組織から順に形成された）。2003年には2個師団、7旅団、19大隊が編制され、2005年には7個師団に増強されていた。

### 2006年の包括的和平協定後～2011年の「7項目合意」前
2006年11月、政府とマオイストの間で「包括的和平協定」が調印された。包括和平協定が成立した日に、マオイストの武装勢力である人民解放軍の7師団は、全国28ヶ所に散らばった宿営地の建設予定地に集結した。マオイストの戦闘員はこの日から宿営地の建設を開始した。一つの師団は本部連隊を含む四つの連隊からなり、1つの連隊が1つの宿営地に滞在した。人民解放軍の武器はそれぞれの本部連隊の宿営地にある武器庫にしまわれ、これを国連ネパール支援団（UNMIN）が監視した。
2007年2月18日、UNMINはマオイストの武装解除のための武器・兵力の登録作業の完了を報告。6月に入ると、国連ネパール支援団が、全国の宿営地で登録された約3万人の戦闘員の認証検査を開始し、19,602人（このうち女性が3,846人）が人民解放軍の戦闘員として認証された。（最初の和平交渉が開かれる前、つまり2006年5月25日の時点で18歳を超えていること、この日よりも以前に人民解放軍に入隊したことが確認されたメンバーのみが、人民解放軍の戦闘員として認証された。）。
これらの戦闘員を国軍であるネパール軍に統合する作業が、ネパールの和平プロセスの最重要課題となった。
マオイストと7政党は、包括和平協定で人民解放軍の戦闘員をネパール国軍に統合させることで基本的に合意していた。しかし、マオイストと他党が軍統合の問題を政権抗争に利用したこと、マオイスト自身が武装勢力の温存を試みたこと、統合の仕方に関してマオイストと他の勢力の間で意見の食い違いがあったことなどの理由で、軍統合の作業はなかなか進まなかった。包括和平協定を含む関連の協定や合意、暫定憲法のなかで、人民解放軍の統合・リハビリの詳細について明記されなかったことも、合意を遅らせる原因となった。（暫定憲法には、「暫定内閣は人民解放軍の戦闘員を監督、統合、リハビリする特別委員会を設置する」とだけ記されている。）
マオイストは当初から、宿営地にいる戦闘員全員を部隊ごとネパール国軍に統合させるべきと主張した。一方、ネパール国軍の幹部や他党リーダーのなかには、マオイストをネパール軍に統合することにあからさまな反発を示す人もいた。
ネパール首相が率いる政府で国防大臣を務めた統一共産党の女性副議長のビデャ・バンダリは、国防大臣に就任した直後に、「政治的に洗脳されたマオイストを国軍に入れるわけにはいかない。彼らは党に戻るべき」と話して、物議を醸しだした。
2008年8月、プラチャンダ議長が首相に就任し、人民解放軍最高司令官を辞任。人民解放軍最高責任者に前副司令官・パサン（ナンダ・キショール・プン）が就任した。
マオイストはネパール国軍との統合を国軍に要求していたが、国軍制服組トップのルークマングド・カトワル陸軍参謀総長は軍の政治的中立性が保てなくなるとしてこれに公然と反対していた。また、「マオイストをネパール国軍に統合するとはどの合意書にも書かれていない。『資格を満たす人だけが治安部隊に合併される』と記されている」と指摘しただけでなく、戦闘員の将来に関して「店を開くか、食器を洗うか、マレーシアに出稼ぎに行くかは個人の自由だ」と、彼らを蔑むような発言さえした。ついに2009年5月3日、プラチャンダがカトワルを陸軍参謀総長から解任。
これに対し連立与党、野党、国軍が一斉に反発し、ラーム・バラン・ヤーダブ大統領が解任を取り消し首相を非難するという事態に立ち至り、翌5月4日、プラチャンダが首相を辞任。人民解放軍の取り扱いをめぐる対立がきっかけとなり、連立政権崩壊という事態となった。マオイストは下野し、後継のマーダブ・クマール・ネパール政権は統合に消極的であった
。

### 2011年の「7項目合意」後
2011年8月28日に首相選挙により選出されたマオイストのバッタライ首相は，和平と憲法制定に向けた最後の機会の到来を強調し、政府の重点施策は和平工程を完了させることであるとした。
9月1日、その手始めと して人民解放軍の基地（全国7カ所、付属基地21カ所）の武器庫の鍵を軍統合特別委員会（AISC、委員長は首相）に引き渡した。また、マオイストが武装闘争期に接収した土地や財産を元の所有者に返還するよう党支部に指示した。
こうした首相のリーダーシップは、実際の履行の程度は別にして、対立する政党勢力との信頼関係の醸成に貢献した。そのため、10月にはマオイストとネパール会議派は人民解放軍のネパール国軍への統合方式と社会復帰希望者対策に関する協議を重ね、合意案策定のためのタスクフォースの設置に至った。
10月31日に最後の調整を経て、包括和平協定の成立から5年たった2011年11月1日に、和平工程に突破口を開く歴史的な7項目合意にマオイスト、ネパール会議派、統一共産党、マデシ人権フォーラムの4党が署名した。
この2011年11月の「7項目合意」の軍統合に関する合意項目は、以下のとおりである。
- 1．マオイスト(UCPN-M)の人民解放軍(PLA)兵士の統合
  - (a) PLAの兵站基地に居住する兵士にかかわる既存の記録を更新すること。
  - (b) PLA兵士の統合の人数は最大限6,500人とする。統合はネパール国軍司令部の下で行われ，同司令部の人員の65%はネパール国軍から起用し、残る35%をPLAから起用する。同司令部の任務は、開発関連事業、森林保全、産業施設の警備ならびに危機管理とする。
  - (c) PLA兵士で統合を希望する者は，個人別に，国軍が定める基準に合格しなければならない。しかし、年齢規定、学歴要件、階級にかかわる現行基準は緩和する。これについて、ネパール国軍の階級に対応した学歴要件を1段階引き下げる。同様に、年齢規定は国軍入隊年齢の上限を3歳引き上げる。
  - (d) PLA兵士で統合を希望する者の格付けはネパール国軍の基準に基づく。PLA兵士のネパール国軍への統合は，在籍者およびその他の階級の者の昇格にいかなる負の影響ももたらさない。
  - (e) PLA兵士で統合を希望する者は，移行教育および訓練の完了後、職務に就くものとする。
  - (f) 兵站基地に保管しているすべての武器は、統合過程の開始と同時に自動的に政府の所有物となる。
- 2．PLA兵士の社会復帰
  - (a) PLA兵士で社会復帰を希望する者に対する別の事業として、教育、研修、職業訓練の機会を一括して提供する。一括事業の額は事業内容と時間によって異なり60万～90万ルピーの間とする。
  - (b) PLA兵士で自主的に退職し一括事業に替えて現金の支給を希望する者には、階級に応じて4区分し、最上位者に80万ルピー、その他の者には階級の下降順に70万、60万、50万ルピーをそれぞれ支給する。現金は2会計年に渡り2回の分割支給とする。本件は2日以内に正式決定される。
- 3．PLA兵士の区分 統合希望者ならびに社会復帰希望者の区分に関する手続きを特別委員会で7日以内に定めた後、区分を開始し11月23日までに完了する。

もっとも注目されるのは、軍の統合方式で合意に達したことである。人民解放軍出身兵は最大6,500人がネパール国軍に採用されることになった。採用基準は国軍規定（年齢、学歴は調整される）による。採用決定者の格付けは採用する組織の基準による。新司令部を設け、人民解放軍兵はそのうちの35%以内、残る65%はネパール国軍からの配置替えとする。開発関連事業、森林保護活動、産業施設警備、危機管理を任務とし、ネパール国軍武装部隊の一部とはしない。
その他の人民解放軍兵は社会復帰し一般生活に戻る。自主退職するか、または社会復帰訓練（再教育、研修、職業訓練）を受ける。社会復帰に要する一時金として1人当たり50万～80万ルピー（人民解放軍在籍期間による）が支給される。統合事業の開始とともに、人民解放軍の武器は政府の管理下に置かれる。人民解放軍兵の意向調査によるグループ分けの期限を2011年11月23日とした
。
2011年11月の「7項目合意」は、内容に目新しさはないが、主要3政党が2008年5月の憲法制定議会の設置以来かたくなに妥協を拒んできた主要政党が初めて合意に達したものであり、国民が長く待ち望んでいたものにほかならない。
マオイスト内には、バイディア副議長が率いる強硬派を中心に、この合意が党の方針はもとより、国民と国家に反するものと批判する勢力が存在した。しかし、同党が政権奪回後にこうした妥協に及んだ背景として、従来人民解放軍に依存してきた権力基盤の重心が選挙で選ばれた議員と議会、労働組合、青年組織へ移ったことや、2006年の包括的和平協定の締結からすでに5年以上の年月が経過し、人民解放軍兵の間に将来不安が広がり早期解決を求める声を無視できなくなっていたことが挙げられる。
この合意の後、人民解放軍の戦闘員を、ネパール国軍に統合される人と自発的に引退する人とに分類する作業が始まった。
宿営地での滞在が長期化したことから、この頃になると宿営地を離れた戦闘員もおり、第一段階の分類作業では約17,000人の戦闘員が分類作業に参加した。
2011年11月の希望調査の結果に基づいて、2012年2月3日から退職希望者を人民解放軍の兵站基地から退去（その後は帰郷）させる作業が開始された。退職者に支払われる一時金は1人当たり50～80万ルピー（2回分割払い）で、1回目の小切手による支払い作業は2月11日までに完了した。
AISCは2月29日に人民解放軍の13兵站基地の撤収を決定した。3月12日までに撤収作業は完了し、13兵站基地から退去した人民解放軍兵は他の15兵站基地に移動した。この時点の人民解放軍兵の合計は9,711人で、その内9,705人がネパール国軍統合希望であり、マオイストは6,500人の枠に対して9,705人全員の統合を要求していた。
統合については、人数・手続き・ネパール国軍における格付け（マオイストは少将までを要求し、野党は少佐以下を提示）と、階級ごとのポストの数、統合の形式（集団一括か、個人別か）など、多くの事項を詰める必要があった。統合問題は、AISCが実施責任を負っていたものの、統合に関する重要事項はすべてマオイストとネパール国民会議派・統一共産党・マデシ人権フォーラムの主要4党の最高首脳による交渉に基づいて決定されるため、その進捗は遅々とし、軍統合の作業は再び遅れることになった。
2月12日にグルン参謀長は、バッタライ首相に対して、統合兵の訓練期間を9～20カ月から5～7カ月に短縮し、かつ人民解放軍兵には准将の階級まで認める内容を提案した。しかし、後者について野党は譲歩しすぎであると反発を強めた。
その後、3月30日、マオイストと国民会議派との協議に基づき、AISCは人民解放軍兵站基地をネパール国軍の管理下におくことと、人民解放軍兵の再意向調査を行うことを決定した。
決定の背景には、大半の師団の宿営地で、統合される戦闘員の選抜の仕方や、宿営地の資金の問題をめぐって不満をもった戦闘員が人民解放軍の指揮官に抗議を始め、暴動にまで発展する可能性が出てきたためである。
4月5日、AISCが準備した行動計画が閣議承認され、人民解放軍兵、武器、15兵站基地（指揮命令系統も含め）をネパール国軍（一部の兵站基地は武装警察）管理下におく手続きが進められ、4月10日夜、バッタライ首相が率いるAISCとマオイストのプラチャンダ議長は、急遽すべての宿営地にネパール国軍の部隊を動員して、人民解放軍の武器と宿営地をネパール国軍の監視下に置いた。これにより、人民解放軍は実質的に武装解除をして組織的にも解体されたことになる。そして、翌日の4月11日までに人民解放軍兵站基地をネパール国軍の管理下におく作業が完了した。また、9,705人の国軍統合希望者に対する再意向調査は4月8～19日に実施され、その結果、マオイストが退職を勧めたこともあり、退職希望者は6,576人となり、統合希望者は3,129人まで減少した。 
その後、憲法制会議解散の影響により人民解放軍とネパール国軍の統合作業は約2か月間休止状態が続いた。
2012年6月25日、AISCが設置した国軍統合兵選考委員会で、人民解放軍兵の年齢および学歴確認については、UNMINの調査記録ではなく、新しく政府が発行した身分証によることをマオイストが要求した。また、人民解放軍兵の統合作業が「名誉ある統合」ではなくネパール国軍の通常採用手続きと同様であったため、統合希望者の反発を買った。そのため、二度目の分類作業では、侮辱的な軍統合と感じた者や学歴などの問題で基準を満たしていない大勢の戦闘員が自発的引退を選び、統合希望者の数は当初の予測よりも激減した。
AISCは、国軍統合希望者3,123人に対して、9月6日から7日にかけて人民解放軍兵站基地で資格審査を行なった（将校クラスが対象の審査は別途実施）。元人民解放軍兵の年齢確認は政府発行の身分証明書に記載の生年月日に基づくことになった。
国軍統合希望者に対する筆記試験（9月17日終了）および健康診断の合格者に対して、ネパール国軍は合格者リスト（1,388人） と休暇取得者の一覧表 （将校級の合格者75名を除く）を公表した。10月末の時点で、国軍統合試験合格者はわずか1,460人であった。自主退職希望者と社会復帰希望者に支給される一時金で分割支払いとなっていた残額の支給は、10月末（退職兵側は9月末を要求）までに支払うことが決定され、元人民解放軍兵士13,922人に対して合計36億2,000万ルピーが支払われた。
2011年11月に主要政党間で成立した合意では、6,500人の戦闘員をネパール国軍に統合することになっていたが、最終的に士官候補71人を含む1,442人（女性105人を含む）がネパール国軍に統合されることになった。

### 2012年のネパール国軍統合後
ネパール国軍統合へ統合されることになったネパール人民解放軍の戦闘員は統合後の階級が決まらないままに、2012年11月25日からネパール国軍の施設で9ヶ月間の訓練に入った。戦闘員はネパール軍に新たに設置されたGeneral Directorate of National Development, Forest Protection and Calamity Management（この部隊はマオイストの元戦闘員35パーセント、政府治安部隊員65パーセントの人員からなる。）に配属され、前述した合意内容にあるように非戦闘員としてインフラ建設や森林保護、災害救助などの分野で働くことになっている。
階級の問題については、2013年3月13日に成立した主要政党間の合意で、1人に大佐、2人に中佐のポストが与えられることになった。当初、マオイストは戦闘員全員をネパール国軍に統合すべきと主張していたが、最終的には主要政党間の合意をはるかに下回る1,442人が統合された。統合の方法が「侮辱的である」として引退を希望した人が多かったこと、学歴や年齢がネパール国軍の基準を満たさなかったために選抜から外された人がいたことが、その原因である。

## ネパール国軍へ統合しなかった元人民解放軍兵のその後
2012年4月27日、マオイストは退職した元人民解放軍兵を糾合して「ネパール退役人民解放軍兵協会」を設立した。人民解放軍兵でマオイストの指示により党青年組織の青年共産主義者連盟（YCL）に移籍した者が3,500人以上に達した。マオイストが元人民解放軍兵に移籍を指示した背景には、移籍者の士気高揚のほか、党大会の準備、次期選挙対策などが狙いといわれている。
また、軍統合の進捗とともに、人民解放軍無資格者問題が浮上していた。国連ネパールミッション（UNMIN）が2010年1月に行った資格検査で年齢基準を満たしていないため兵站基地から退去させられた人民解放軍兵が、和平工程の恩恵から取り残されている窮状を訴え、自主退職兵に準じた処遇を政府に要求して2012年3月4日に全国各地でストライキを行った。4月19日には、元無資格人民解放軍兵がマオイストの本部に押しかけ、自主退職兵と同等の処遇（一時金支払）を求めた。その後、政府はこの要求に対して1人当たり20万ルピーを支払うことにしたが、統一共産党はこの決定に対してマオイストによる国庫の私物化として非難、政府の決定は違法かつ暫定憲法に違反するとして提訴し、最高裁判所は2012年11月4日に政府に対してこの支払いを差し止める仮決定を下した。